# Kuhlenhagen (Schalksmühle)
Kuhlenhagen ist ein Ortsteil in der Gemeinde Schalksmühle im Märkischen Kreis im Regierungsbezirk Arnsberg in Nordrhein-Westfalen (Deutschland).

## Lage und Beschreibung
Der Ortsteil befindet sich auf der Höhe zwischen dem Volmetal und dem Bachtal der Wilfesche, einem Zulauf der Sterbecke, im nördlichen Gemeindegebiet nahe der Stadtgrenze zu Hagen. Östlich liegt das Gewerbegebiet Ramsloh. 
Nachbarorte auf dem Schalksmühler Gemeindegebiet sind Holthausen, Linscheid, Linscheiderbecke, Linscheiderschule, Hellhof, Muhle, Muhlerhagen,  Everinghauserheide, Wilfesche, Kämpershof, Davidshöhe, Everinghausen, Harrenscheid, Stallhaus, Waldesruh, Oberklagebach, Grünental und Ramsloh.
Bei Kuhlenhagen befindet sich ein Kunstrasenplatz, der im Juli 2015 auf dem Gelände eines älteren Sportplatzes eingerichtet wurde.

## Geschichte
Kuhlenhagen gehörte bis zum 19. Jahrhundert der Midder Bauerschaft des Kirchspiels Hülscheid und war 1839 Teil der Gemeinde Hülscheid in der Bürgermeisterei Halver im Kreis Altena. Der laut der Ortschafts- und Entfernungs-Tabelle des Regierungs-Bezirks Arnsberg als Kotten kategorisierte Ort besaß 1839 ein Wohnhaus. Zu dieser Zeit lebten sechs Einwohner im Ort, allesamt evangelischen Bekenntnisses.
1844 wurde die Gemeinde Hülscheid mit Kuhlenhagen von dem Amt Halver abgespaltet und dem neu gegründeten Amt Lüdenscheid zugewiesen.
Der Ort ist auf der Preußischen Uraufnahme von 1840 unbeschriftet verzeichnet. Ab der Preußischen Neuaufnahme von 1892 ist der Ort auf Messtischblättern der TK25 als Kuhlenhagen verzeichnet.
Östlich des Orts befand sich im Bereich der Kreuzung Am Nocken / Muhlerhagen / Gewerbering / Stallhaus der Fundpunkt der Eisensteingrube Kuhlenhagen. Der Mutungsbericht vom 26. Juni 1853  besagt: „Von der NO Ecke eines dem Neuhaus zu Stahlhausen gehörenden Ackerlandes in h Ost 5 14 Lachter entfernt und 1 1/2 Lachter südlich des von der Dahler Brücke nach Hedtfeld führenden Polizeiweges resp. 100 Lachter von der SO Ecke des Hauses Richter in h Ost 6 12/16 entfernt liegt der Fundpunkt der Grube Kuhlenhagen. Man fand ein Eisen-Mangan-Flöz 8 Zoll mächtig, h 5 4/8 streichend und mit 12 Grad nach Süden einfallend. Man hatte einen 1 1/2 Lachter tiefen Schurf aufgeführt. Die Analyse ergab 26,9 Prozent Eisen und 5,9 Prozent Mangan bzw. 10,9 Prozent Eisen und 1,6 Prozent Mangan. Verliehen wurde das Feld an den Kaufmann Theodor Göbel zu Breckerfeld.“
Die Gemeinde- und Gutbezirksstatistik der Provinz Westfalen führt 1871 den Ort als Kotten mit einem Wohnhaus und sechs Einwohnern auf.  Das Gemeindelexikon für die Provinz Westfalen gibt 1885 eine Zahl von fünf Einwohnern an, die in einem Wohnhaus lebten. 1895 besitzt der Ort ein Wohnhaus mit sieben Einwohnern, 1905 werden ein Wohnhaus und vier Einwohner angegeben.
In der Mitte des 20. Jahrhunderts wurde bei dem Ort der Sportplatz angelegt.
1969 wurden die Gemeinden Hülscheid und Schalksmühle zur amtsfreien Großgemeinde (Einheitsgemeinde) Schalksmühle im Kreis Altena zusammengeschlossen und Kuhlenhagen gehört seitdem politisch zu Schalksmühle, das 1975 auf Grund des Sauerland/Paderborn-Gesetzes Teil des neu geschaffenen Märkischen Kreises wurde.
Bis Ende 2012 bestand in Kuhlenhagen ein gastronomischer Betrieb namens Steinbeisser. Das bereits in der ersten Hälfte des 20. Jahrhunderts als Wirtshaus genutzte Gebäude wurde im Anschluss von einem Betrieb des Prostitutionsgewerbes bezogen, der am 31. März 2014 ebenfalls die Geschäftstätigkeit am Standort aufgab.